# Nu (kana)
En l'escriptura japonesa, els caràcters ぬ (hiragana) i ヌ (katakana) són dues mores o kanes que ocupen la 23a posició en el sistema modern d'ordenació alfabètica gojūon (五十音), entre に i ね; i el desè en el poema iroha, entre り i る. En la taula que segueix l'ordre gojūon (per columnes, i de dreta a esquerra), es troba a la cinquena columna (な行, «columna NA») i la tercera fila (う段, «fila U»). En fonologia, una mora és la unitat superior al segment i inferior a la síl·laba.
Tant ぬ com ヌ provenen del kanji 奴.

## Romanització
Segons els sistemes de romanització Hepburn modificat, Kunrei-shiki i Nihon-shiki, ぬ, ヌ es romanitzen com a «nu».

## Escriptura
|  | El caràcter ぬ s'escriu amb tres traços: 1. Traç que comença sent quasi vertical, però es corba cap a la dreta. 2. Traç corbilini que comença a la part superior del caràcter, baixa i a partir d'allà descriu un arc de circumferència molt ample que acaba en un bucle. Tret de pel bucle, el caràcter és exactament igual a め. |
|  | El carècter ヌ s'escriu amb dos traços: 1. Traç compost per una línia horitzontal i una corba que va cap avall a l'esquerra, semblant al caràcter フ. 2. Traç diagonal cap avall a la dreta. Contràriament a en ス, els dos traços es tallen.                                                                                      |

## Altres representacions
| ぬ / ヌ en braille japonès   | ぬ / ヌ en braille japonès                                 | ぬ / ヌ en braille japonès                                | ぬ / ヌ en braille japonès                                                              |
| ---------------------------- | ---------------------------------------------------------- | --------------------------------------------------------- | --------------------------------------------------------------------------------------- |
| ぬ / ヌ nu                   | ぬう / ヌー nū                                             | Altres kanes en braille basades en ぬ                     | Altres kanes en braille basades en ぬ                                                   |
| ぬ / ヌ nu                   | ぬう / ヌー nū                                             | にゅ / ニュ nyu                                           | にゅう / ニュー nyū                                                                     |
| ⠍ (braille pattern dots-134) | ⠍ (braille pattern dots-134) · ⠒ (braille pattern dots-25) | ⠈ (braille pattern dots-4) · ⠍ (braille pattern dots-134) | ⠈ (braille pattern dots-4) · ⠍ (braille pattern dots-134) · ⠒ (braille pattern dots-25) |

- Alfabet fonètic: 「沼津のヌ」 ("el nu de Numazu")
- Codi Morse: ・・・・[7]